# Trenta Tirans (Imperi Romà)
El Trenta Tirans són una sèrie de trenta personatges enumerats a la Història Augusta per Trebel·li Pol·lió com a usurpadors del tron imperial romà.
Després de la derrota i la captivitat de Valerià I emperador romà dels anys 253-260 per rei persa Sapor, les legions de les diferents províncies van creure oportú no donar suport a Gal·liè, el successor, al que consideraven feble en les seves decisions. No hi va haver acord possible per a nomenar un successor únic, i cada exèrcit va nomenat «august» al seu millor general o al que preferien. En el breu espai de vuit anys van sorgir no menys de 19 usurpadors en les diferents províncies romanes. Les biografies d'aquests aventurers, la majoria dels quals eren d'origen humil, les va compilar Trebel·li Pol·lió, amb el títol de «Trenta Tirans», buscant un paral·lelisme impossible amb els Trenta Tirans grecs que volien acabar amb les llibertats d'Atenes. Ni tan sols correspon la quantitat, car Pol·lió es va veure en la necessitat d'incloure en aquesta llista a esposes i fills, alguns d'ells d'existència molt dubtosa, per a arribar a trenta. Dels dinou personatges que sens dubte van existir, només Odenat va ser reconegut com a col·lega per Gal·liè. Cap dels personatges descrits va tenir una mort natural.
| Capítol a l' Historia Augusta | Nom                    | Notes                                                                                     |
| ----------------------------- | ---------------------- | ----------------------------------------------------------------------------------------- |
| 2                             | Ciriades               | no consta que reclamés la dignitat imperial                                               |
| 3                             | Pòstum I               |                                                                                           |
| 4                             | Pòstum II el Jove      | associat                                                                                  |
| 5                             | Lelià                  |                                                                                           |
| 6                             | Victorí                | contemporani de Claudi II el Gòtic i Aurelià i no de Gal·liè                              |
| 7                             | Victorí el Jove        | associat a Victorí                                                                        |
| 8                             | Mari                   |                                                                                           |
| 9                             | Ingenu                 |                                                                                           |
| 10                            | Regalià                |                                                                                           |
| 11                            | Aureol                 |                                                                                           |
| 12                            | Macrià Major           |                                                                                           |
| 13                            | Macrià Menor           |                                                                                           |
| 14                            | Gai Fulvi Quiet        |                                                                                           |
| 15                            | Odenat                 | no consta que reclamés la dignitat imperial                                               |
| 16                            | Herodes                | jove, no consta que reclamés la dignitat imperial                                         |
| 17                            | Meoni                  | no consta que reclamés la dignitat imperial                                               |
| 18                            | Balista                | no consta que reclamés la dignitat imperial                                               |
| 19                            | Valent Tessalònic      | no consta que reclamés la dignitat imperial                                               |
| 20                            | Valent                 | contemporani de Deci i no de Valerià I                                                    |
| 21                            | Pisó Tessàlic          | no consta que reclamés la dignitat imperial                                               |
| 22                            | Emilià                 | no consta que reclamés la dignitat imperial                                               |
| 23                            | Saturní I              | podria ser imaginari                                                                      |
| 24                            | Tètric I               | contemporani no de Gal·liè sinó de Claudi II el Gòtic i Aurelià                           |
| 25                            | Tètric II              | associat a Tètric I                                                                       |
| 26                            | Trebel·lià             | potser imaginari                                                                          |
| 27                            | Herennià               | suposat fill d'Odenat, no consta que reclamés la dignitat imperial i podria ser imaginari |
| 28                            | Timolau                | suposat fill d'Odenat, no consta que reclamés la dignitat imperial i podria ser imaginari |
| 29                            | Cels                   | probablement imaginari                                                                    |
| 30                            | Zenòbia                |                                                                                           |
| 31                            | Victorina (o Vitruvia) | no consta que reclamés la dignitat imperial                                               |
| 32                            | Titus                  | no fou contemporani de Gal·liè sinó de Maximí el Traci                                    |
| 33                            | Censorí.               | contemporani no de Gal·liè sinó de Claudi II el Gòtic                                     |